# Koroška vas na Pohorju
Koroška vas na Pohorju – wieś w Słowenii, w gminie Zreče. 1 stycznia 2018 liczyła 98 mieszkańców.